# Британсько-естонські відносини

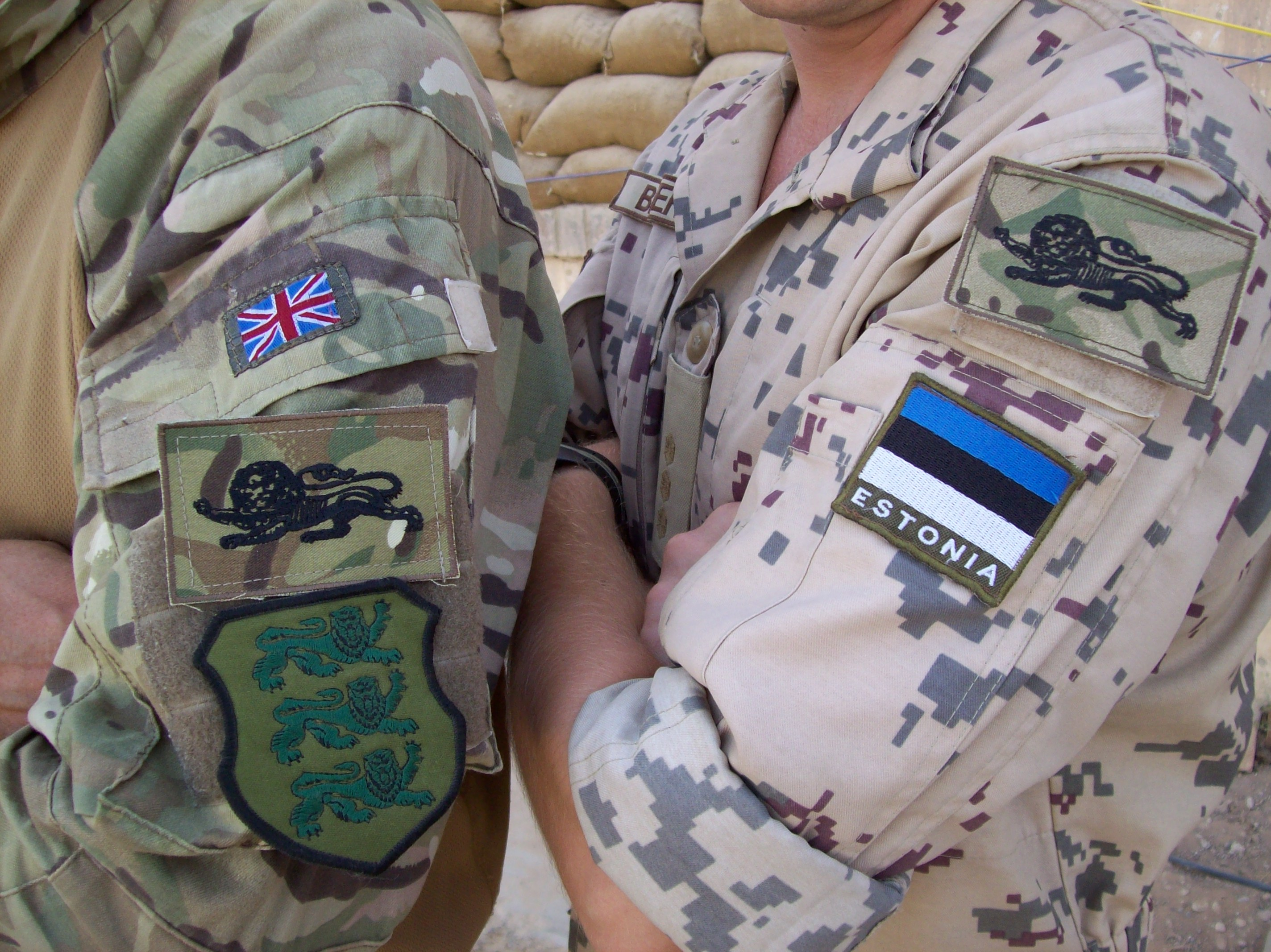
Британські та естонський солдати в Афганістані

Британсько-естонські відносини (ест. Eesti-Suurbritannia suhted, англ. Estonia–United Kingdom relations) — історичні та поточні двосторонні відносини між Великобританією та Естонією.
Обидві держави є повноправними членами НАТО та Ради Європи.

## Історія

### Дорадянські відносини
Взаємини між Великою Британією та Естонією почалися під час війни за незалежність Естонії, коли Сполучене Королівство направило загін Королівського флоту на чолі з адміралом Е. А. Сінклером для захисту берегів Естонії. Британських моряків, які віддали життя, захищаючи свободу Естонії під час цього збройного конфлікту, поховано на Військовому кладовищі Таллінна.
До радянської окупації 1940 року відносини між Великобританією та Естонією були тісними. Сполучене Королівство було основним ринком для естонських виробів, більш ніж 30% експорту Естонії надходило до Великобританії. Велика Британія ніколи не визнавала анексію Естонії в 1940 році.

### Пострадянські відносини
Велика Британія визнала відновлення незалежності Естонії 27 серпня 1991 року. Дипломатичні відносини між двома державами відновилися 5 вересня 1991 року, і того самого року в Таллінні відкрилося посольство Сполученого Королівства. Відносини Естонії з Великобританією тісні. Британія надала як політичну, так і практичну підтримку зусиллям Естонії вступити в ЄС і НАТО.
І Естонія, і Велика Британія долучалися до місії НАТО в Афганістані.
У жовтні 2016 року було оголошено, що на армійській базі Тапа в Естонії будуть розміщені 800 британських військовослужбовців.

## Культурні зв'язки

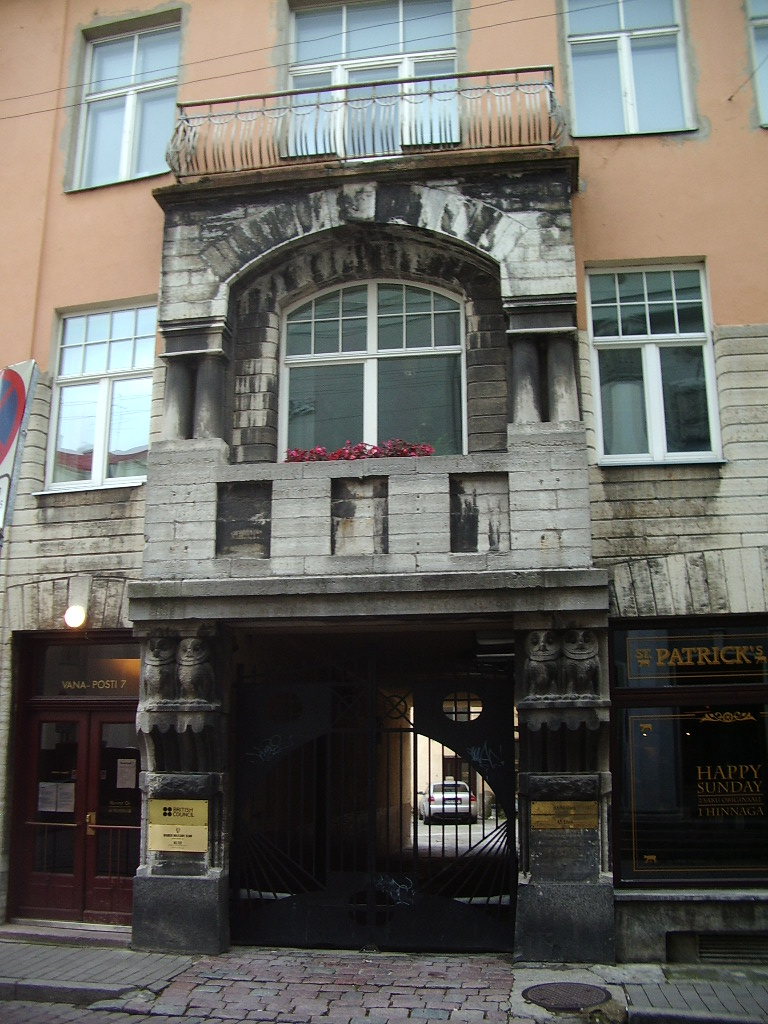
Будинок Британської ради в Таллінні

У Таллінні працює представництво Британської ради. Існує активна програма підтримки викладання англійської мови, культурного обміну та стипендій для естонських студентів з метою їх навчання у Великобританії.

### Міграція
У Великій Британії проживають орієнтовно 10—15 тис. громадян Естонії, з них близько 3—5 тис. мешкають у Лондоні. Найактивніші громади в Лондоні, Бредфорді та Лестері. Загалом у Сполученому Королівстві існує 13 естонських товариств, найстаріше з яких — Лондонське естонське товариство, засноване 1921 року.

### Туризм
За останні кілька років у Великій Британії зросла репутація Таллінна та Естонії як туристичного напрямку. Вступ Естонії в ЄС 2004 року дав значний поштовх взаємним подорожам: в Естонії вже того року на 30%, а наступного (2005) року на 60% (62,3 тис.) зросло розміщення британських туристів порівняно з попередніми роками. 2012 року закладами розміщення Естонії скористалися близько 55 тисяч британських туристів. Таллінн також став одним із найпопулярніших напрямків серед балтійських круїзних портів. У 2012 році Естонію відвідали понад 75 000 британських круїзних туристів.
У ЗМІ Великої Британії з'являлися повідомлення про надмірне вживання алкоголю британськими туристами в Таллінні.

## Економічні відносини
Велика Британія посідає 9 місце серед торговельних партнерів Естонії, на неї припадає 3% загального естонського товарообігу. 2012 року обсяг британсько-естонської торгівлі оцінювався в 790 млн євро. Інтерес Великобританії як іноземного інвестора Естонії досить високий — 2% усіх прямих іноземних інвестицій, зроблених в Естонії, припадає на Сполучене Королівство.

## Дипломатія

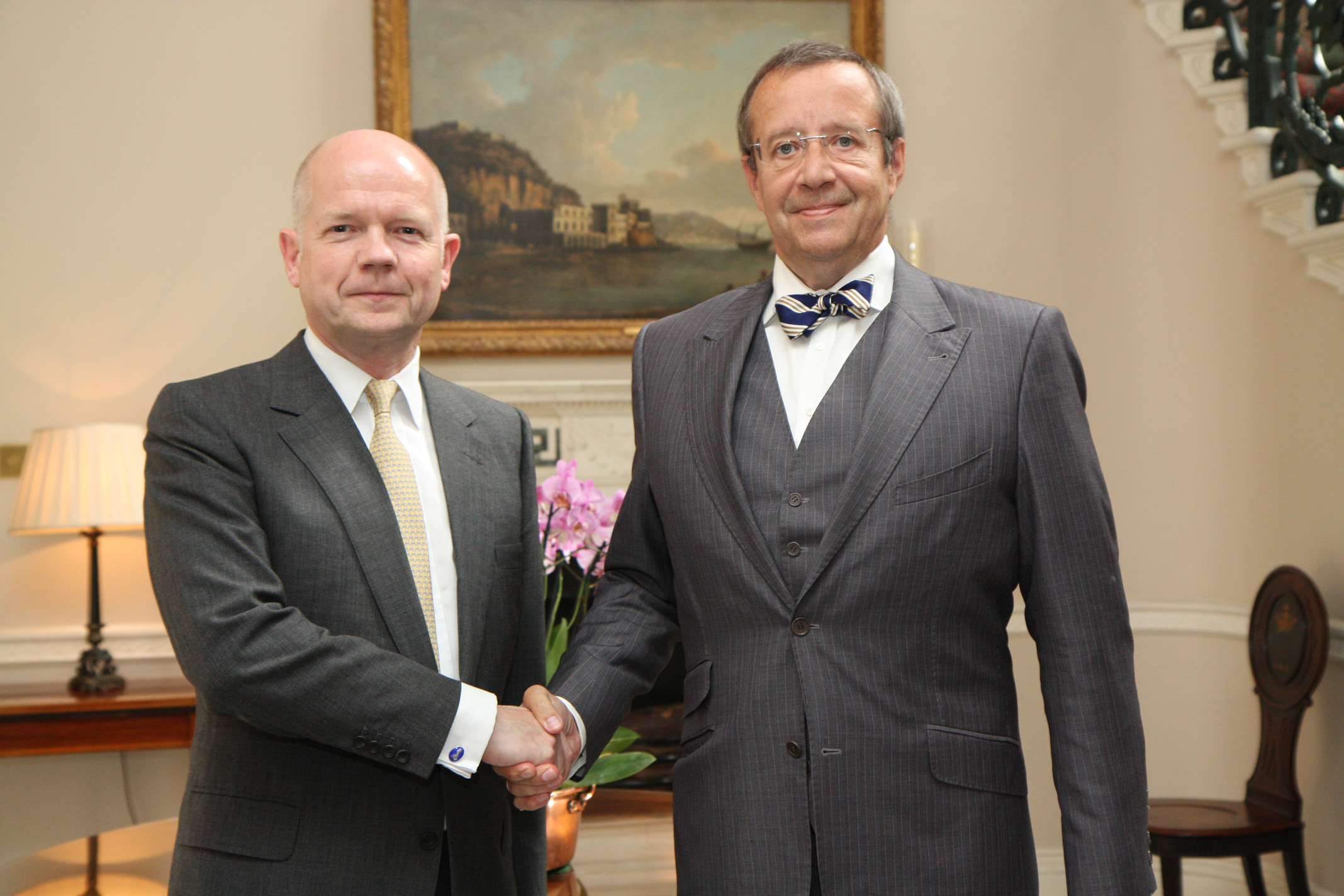
Зустріч міністра закордонних справ Великобританії Вільяма Гейґа з президентом Естонії Тоомасом Ільвесом у Лондоні (серпень 2012 р.)

Естонія має посольство в Лондоні та три почесні консульства (у Челтнемі, Пейслі та Вельсі). Велика Британія має посольство в Таллінні.
У жовтні 2006 державний візит в Естонію здійснила королева Єлизавета II.
У травні 2014 з офіційним візитом Естонію також відвідав принц Гаррі, який віддав данину пам'яті загиблим в цій країні у війнах.
Керівники двох держав зустрічаються в рамках щорічного форуму між Нордично-Балтійською вісімкою та Великою Британією (Northern Future Forum).